# 伏尔泰大道
伏尔泰大道（Boulevard Voltaire）是法國巴黎的一條道路，亦為拿破仑三世时代奥斯曼男爵开辟的主要市街之一，最初命名为欧仁亲王大道，后来以法国著名作家和哲学家伏尔泰命名为伏尔泰大道。这条大道的两端连接着法国历史上以左翼活动中心闻名的2个广场：共和国广场和民族广场。很快伏尔泰大道就成为许多左派政党和工会进行抗议的舞台。

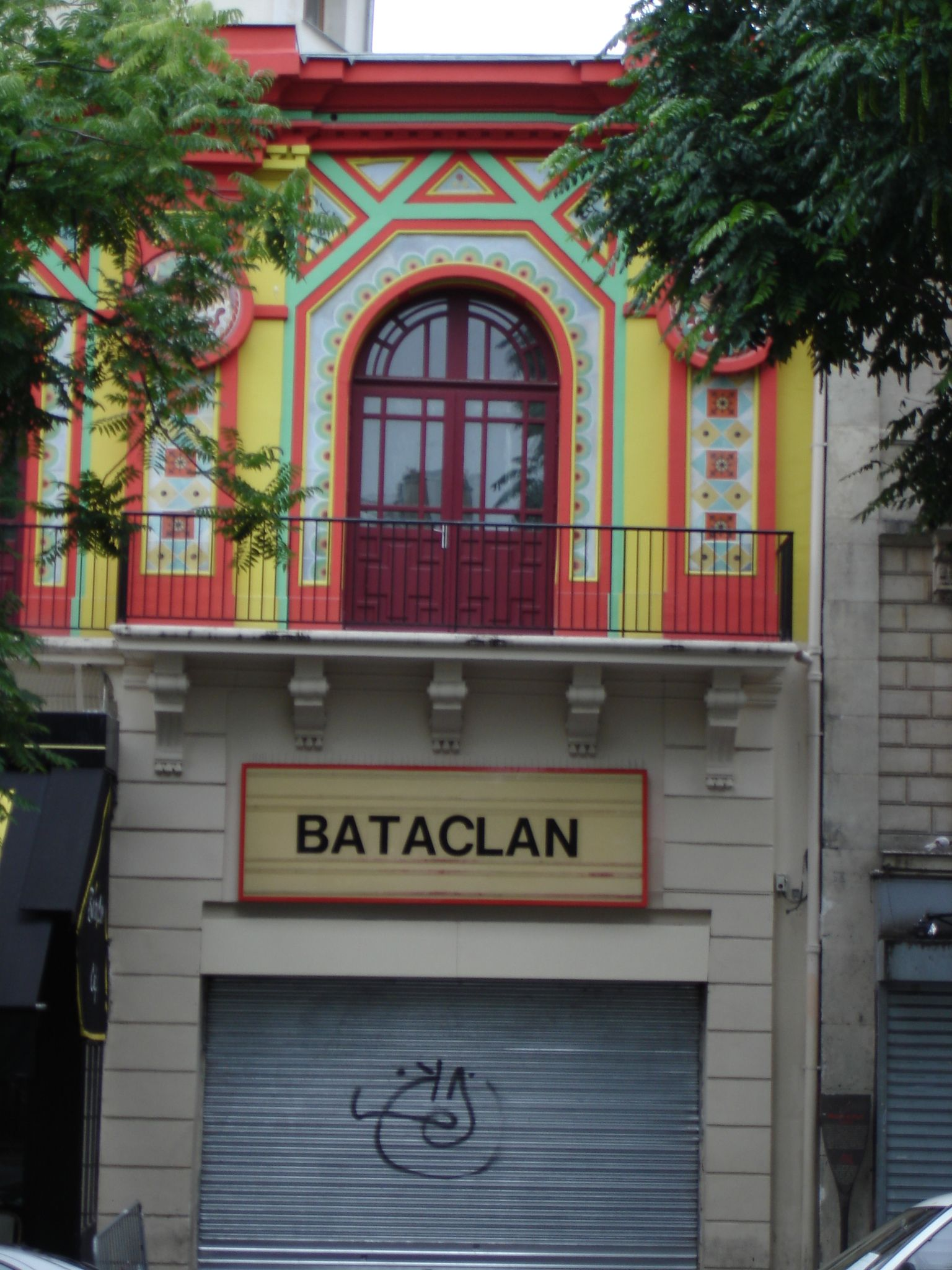
Vue générale Détails
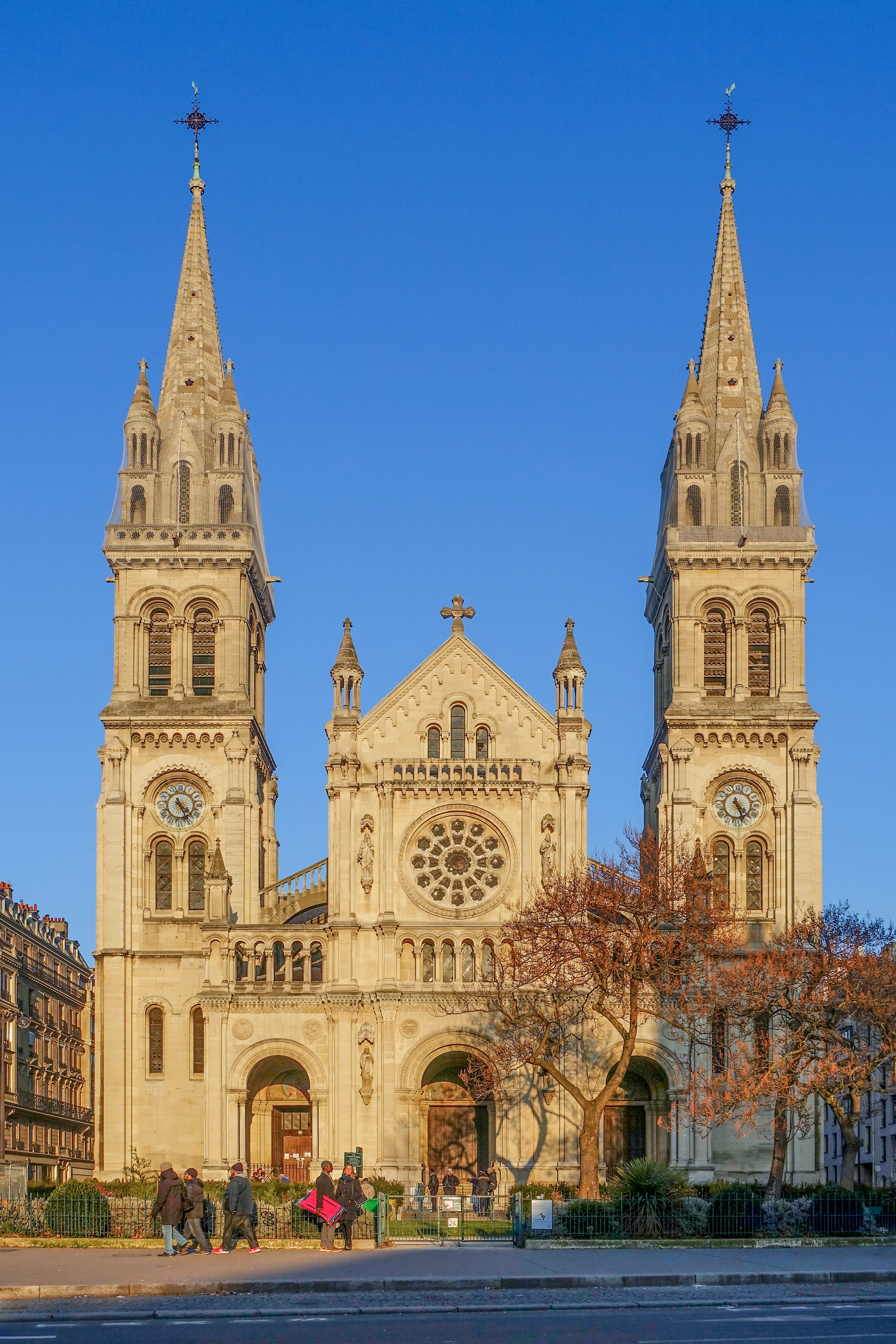
圣盎博罗削教堂
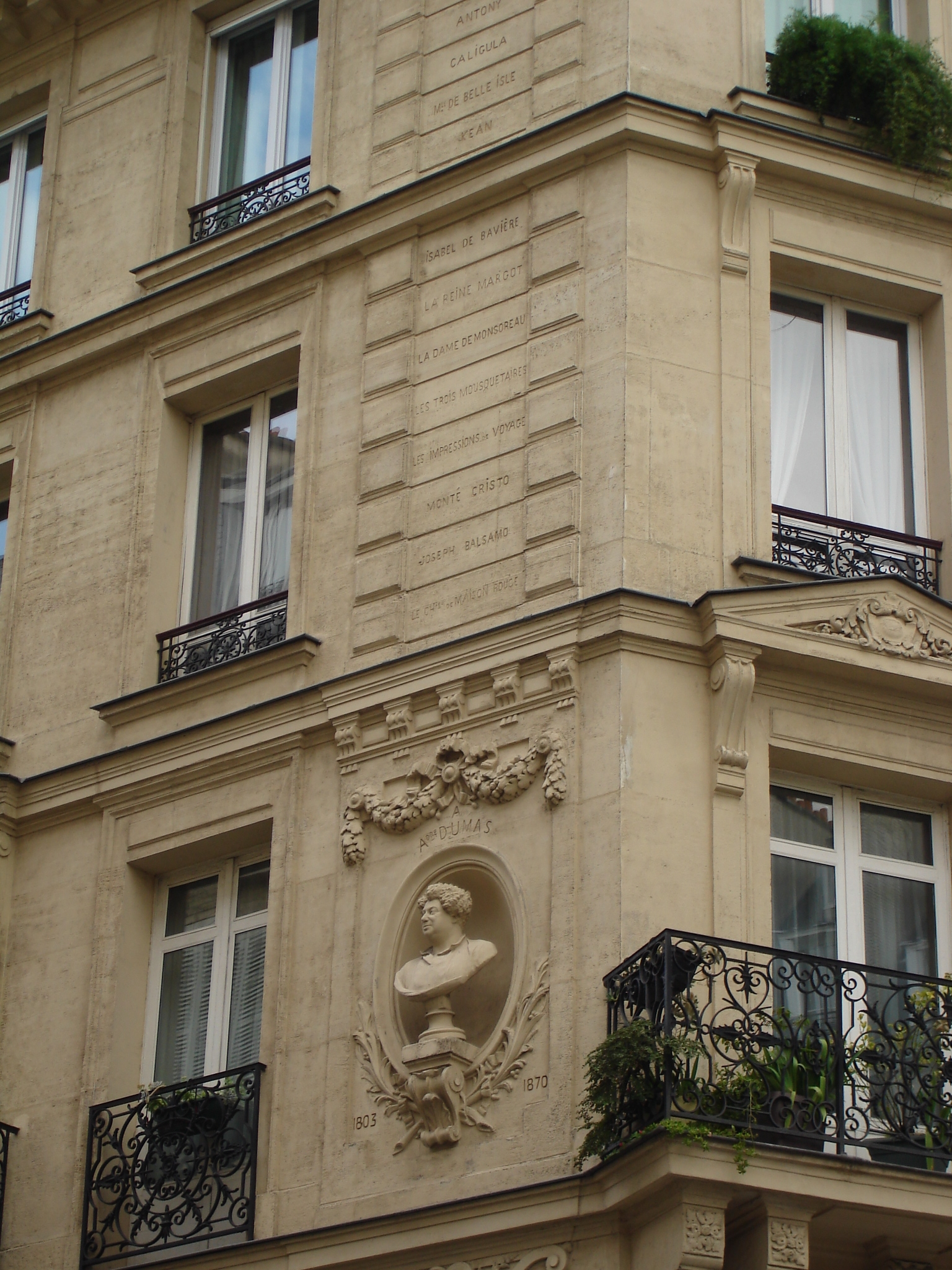
201号
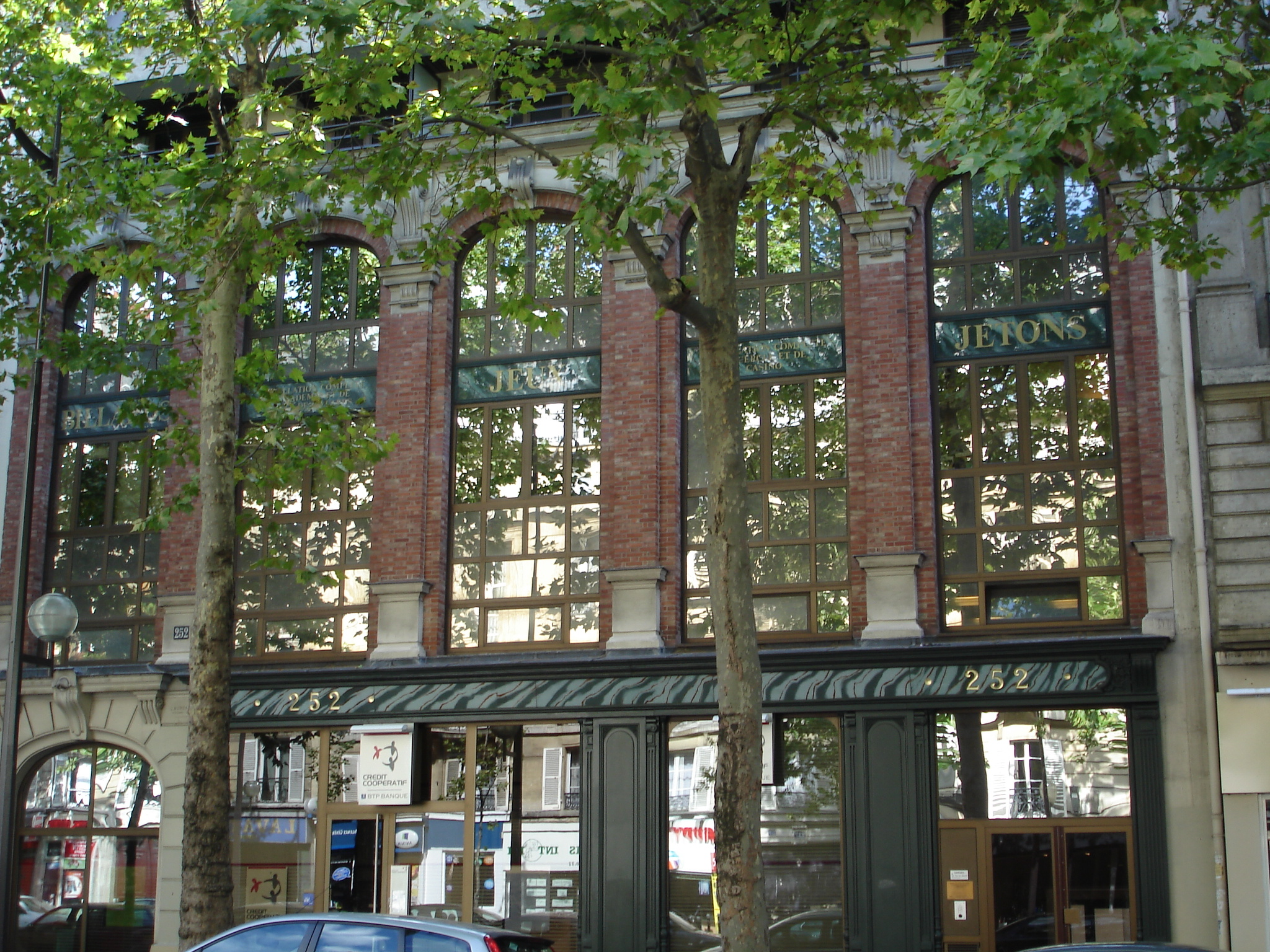
225号

## 穿越街道
穿過林蔭大道的街道是：（ 如果僅在一側，請註明方向）
- 阿姆洛街（右）
- 蘭蓬街（左）
- 讓皮耶-廷波街 - 馬耳他特街
- 克魯索爾街
- 奧伯坎夫街（英语：Rue Oberkampf）
- 理查德·勒努瓦大道
- 聖塞巴斯蒂安街
- 聖安布魯瓦斯街（左）
- 拉查里埃爾街（左）
- 波平庫爾街（右）
- 綠綠路
- 塞丹街
- 萊昂布魯姆廣場（原伏爾泰廣場）
  - 帕門捷大道（左）
  - 羅蓋特街
  - 勒德魯-羅林大道（右）
- 理查德·勒努瓦街（右）
- 梅庫爾街（左）
- 貝爾福街（左）；弗朗索瓦德納沙托街（右）
- 戈貝爾街（右）
- 哲學大道（左）
- 法勒斯堡城（左）
- 沙隆路（2007年，伏爾泰大道和沙隆路之間的交叉路口更名為1962年2月8日廣場）
- 尚齊街（右）
- 萊昂-弗羅街（左）
- 大仲馬路（左）
- 布勒街（右）
- 伏爾泰街（左）
- 蓋諾街（左）
- 蒙特勒伊路
- 工業建築大街（右）